# Serotonină (roman de Houellebecq)
Serotonină (în franceză Sérotonine) este un roman scris de scriitorul francez Michel Houellebecq, publicat în ianuarie 2019.

## Rezumat
Naratorul, Florent-Claude Labrouste, este un om de știință agricol deprimat, care locuiește într-un bloc de apartamente parizian, numit Tour Totem. El călătorește în Normandia pentru a promova brânza franceză. Simpatizând cu soarta fermierilor locali, el este neputincios în a-i ajuta să-și păstreze metodele tradiționale:
„Pe scurt, ceea ce se întâmplă în agricultura franceză este un vast plan de disponibilizare, dar unul secret și invizibil, în care oamenii dispar unul câte unul, pe parcelele lor de pământ, fără a fi observați vreodată.”
După ce urmărește un documentar TV despre oamenii care aleg să dispară din viața lor fără să spună nimănui, Labrouste își părăsește brusc prietena, o tânără japoneză foarte sexuală, dar lipsită de afecțiune, își dă demisia de la locul de muncă sub un pretext fals și fuge la un hotel în altă parte a Parisului.
Un medic îi prescrie un antidepresiv pentru a remedia nivelurile scăzute de serotonină, de unde și titlul romanului. Cu toate că medicamentul îi inhibă dorința sexuală, Labrouste se întoarce în Normandia în căutarea fostelor iubite. Acolo, vizitează un vechi prieten de facultate, Aymeric, un aristocrat divorțat și sinucigaș. În punctul culminant al romanului, fermierii echipați cu puști automate blochează o autostradă. Aymeric este printre ei și se împușcă, declanșând un conflict cu poliția anti-revoltă, în care mai mor 10 persoane.
Mai târziu, Labrouste începe să o urmărească în secret pe iubirea vieții sale, Camille, care are un fiu cu un alt bărbat. Inițial, intenționează să împuște copilul cu una dintre puștile de lunetist ale lui Aymeric pentru a-și recâștiga iubirea, dar nu poate duce planul la bun sfârșit. În cele din urmă, Labrouste se întoarce la Paris, contemplând să se sinucidă sărind pe fereastră.

## Teme
Romanul descrie lupta fermierilor francezi pentru supraviețuire în fața globalizării, agrobusiness-ului și politicilor Uniunii Europene. A anticipat multe dintre preocupările mișcării „vestelor galbene”, care a început să protesteze în Franța la sfârșitul anului 2018. Scris înainte ca protestatarii să înceapă să blocheze drumurile în viața reală, Serotonină s-a alăturat romanului anterior al lui Houellebecq, Platform, și celui intitulat Supunere, fiind considerat profetic, în mod ciudat, de critici.
Ca în multe dintre lucrările lui Houllebecq, protagonistul este un bărbat de vârstă mijlocie, alienat. Serotonină prezintă umorul negru caracteristic autorului și descrieri ale sexului lipsit de afecțiune, atingând și subiecte precum pedofilia (când naratorul spionează un turist german suspect) și bestialitatea (când găsește videoclipuri pornografice cu prietena sa pe computer). Atmosfera generală este una de stare de rău spiritual și fractură socială în timpul declinului Occidentului.

## Publicare
Inițial, au fost tipărite 320.000 de exemplare în Franța. Edițiile în germană, italiană și spaniolă au fost publicate în aceeași lună. O traducere în engleză realizată de Shaun Whiteside a fost publicată în Regatul Unit de către William Heinemann la 26 septembrie 2019. Această traducere a lui Whiteside a fost publicată în Statele Unite de către Farrar, Straus and Giroux la 19 noiembrie 2019.

## Primire
În Franța, Serotonină a fost cea mai bine vândută carte de ficțiune în săptămâna în care a fost lansată. În primele trei zile de la publicare, s-au vândut 90.000 de exemplare. Lansarea a fost considerată un eveniment național, având loc în aceeași lună în care lui Houellebecq i-a fost acordată Legiunea de Onoare.
În răspuns la afirmația naratorului din Serotonină, care numește Niort „unul dintre cele mai urâte orașe pe care le-am văzut vreodată””, primarul orașului a declarat că va trimite puțină angelică cultivată local editorului lui Houellebecq, pentru a-l încuraja pe autorul notoriu și melancolic.

## Traduceri în limba română
- 2019 - Serotonină, Ed. Humanitas, traducere Daniel Nicolescu, 296 pagini, ISBN 978-606-779-493-9[12]